# Lekići
Lekići (cyr. Лекићи) – wieś w Czarnogórze, w gminie Podgorica. W 2011 roku liczyła 193 mieszkańców.